# Lutz Grumbach
Lutz Grumbach (* 31. Oktober 1941 in Leipzig) ist ein deutscher Grafikdesigner, Grafiker und Ausstellungsgestalter.

## Leben und Wirken
Grumbach wuchs in Leipzig auf. Nach dem Abitur 1959 in Leipzig und dem Grundwehrdienst in der NVA studierte er von 1961 bis 1966 an der Hochschule für industrielle Formgestaltung Halle, Burg Giebichenstein bei Walter Funkat. Weitere Lehrer waren Willi Sitte, Günter Gnauck und Meinolf Splett. Er schloss sein Studium mit dem Diplom ab.
Seit 1966 in Halle (Saale) freischaffend tätig, hat Grumbach ein vielgestaltiges Œuvre nicht nur als Grafikdesigner auf dem Gebiet des Corporate Design, sondern auch als verantwortlicher Entwerfer bei der Realisierung zahlreicher Ausstellungen einschließlich deren Drucksachen wie Kataloge, Plakate, Faltblätter und Signets entstehen lassen. Charakteristisch für ihn ist eine in der Bauhaustradition stehende funktionale Strenge, die er auch dort, wo er mitunter durch inhaltliche Vorgaben stärker ins „Erzählerische“ geführt wird, durch seine ordnenden gestalterischen Mittel zu bewahren vermag. Dabei sind Wirkungskreis und Erfolg nicht regional auf Halle begrenzt. Bei zahlreichen internationalen Plakatbiennalen und -triennalen war Grumbach in Belgien, Finnland, Hongkong, Japan, Mexiko, Polen vertreten. 1984 erhielt er für sein (mit Bernd Morgner unter Verwendung einer Fotografie von Werner Mahler) geschaffenes Plakat „Brot statt tot – ‚Für Frieden und Humanismus, gegen die Gefahr eines Kernwaffenkrieges‘“ beim Internationalen Plakatwettbewerb in Moskau – bei 4000 Teilnehmern aus 51 Ländern – den Ersten Preis. Das Werk gilt als eines der weltbesten Plakate.
In den Jahren 1974 bis 1989 richtete Grumbach Ausstellungen und Messebeteiligungen für das Kombinat Fortschritt Landmaschinen unter anderem in Leipzig, Paris, Moskau, Helsinki, Novi Sad aus. Z. B. war er für die Gesamtgestaltung der Freiluftausstellung Land- und Nahrungsgütertechnik der DDR auf der Leipziger Frühjahrsmesse verantwortlich. Ab 1984 war er auch an Ausstellungen und Messen für die gesamte Mode der DDR beteiligt (Ring-Messehaus (Leipzig)). Seit den frühen 1990er Jahren gestaltete er mehrfach Ausstellungen in den Franckeschen Stiftungen, der Martin-Luther-Universität Halle-Wittenberg, der Stiftung Moritzburg / Kunstmuseum des Landes Sachsen-Anhalt und für die Stiftung der Stadt- und Saalkreissparkasse Halle. Hinzu kam eine beträchtliche Reihe anspruchsvoller Kunstkataloge und Einladungen u. a. für den Halleschen Kunstverein.
Von seinen umfangreichen künstlerischen Aktivitäten über Halle hinaus – zu denen die beispielhaft konzipierten Plakate „Lyonel Feininger“ (Lyonel-Feininger-Galerie in Quedlinburg, 1985), „El Lissitzky“ (Staatliche Galerie Moritzburg Halle, 1988), „50 Jahre Kriegsende in Halle“ (1995), „Die Lutherin – Katharina von Bora“ (Lutherhalle Wittenberg, 1998), „Schmuck aus der Burg Giebichenstein“ (Staatliche Galerie Moritzburg Halle, 2000), „Kinder sind der Rhythmus dieser Welt“ (2001) gehören – zählt insbesondere seine gegen Mitte der 1990er Jahre einsetzende Arbeit für die Forschungsstätte für Frühromantik und Novalis-Museum im Schloss Oberwiederstedt (Wiederstedt), welche die gesamte Ausstattung, die Dauer- und Wechselausstellungen sowie sämtliche Publikationen umfasst.
Grumbach war bis 1990 Mitglied des Verbands Bildender Künstler der DDR.

## Buch- bzw. Kataloggestaltungen (Auswahl)
- Ralf-Torsten Speler (Hrsg.): 300 Jahre Universität Halle: 1694–1994: Schätze aus den Sammlungen und Kabinetten. Katalog- und Ausstellungsgestaltung: Ludwig Ehrler, Lutz Grumbach. Halle an der Saale: Ed. Stekofoto, 1994, ISBN 3-929330-37-7.
- Wieland Hintzsche/Thomas Nickol (Hrsg.): Die Große Nordische Expedition: Georg Wilhelm Steller (1709–1746) – ein Lutheraner erforscht Sibirien und Alaska. Eine Ausstellung der Franckeschen Stiftungen zu Halle. Gestaltung des Katalogs: Lutz Grumbach. Gotha: Perthes, 1996, ISBN 3-623-00300-X.
- Renate Luckner-Bien (Hrsg.): Ein Teil vom Ganzen: Schmuck von Dorothea Prühl. Layout: Lutz Grumbach. Halle (Salle), 1996.
- Novalis: Das Märchen von Hyazinth und Rosenblütchen. Hrsg. von der Forschungsstätte für Frühromantik und Novalis-Museum Schloss Oberwiederstedt. Red. und Nachw.: Gabriele Rommel. Illustration und Textgestaltung: Lutz Grumbach. Halle (Saale): Stekovics, 1996, ISBN 3-929330-68-7.
- Gabriele Rommel (Red.): Geheimnisvolle Zeichen – die „Chiffreschrift, wodurch die Natur figürlich zu uns spricht“ (Immanuel Kant): Alchemie, Magie, Mystik und Natur bei Novalis. Hrsg. von der Forschungsstätte für Frühromantik und Novalis-Museum Schloss Oberwiederstedt. Grafische Gestaltung und Layout: Lutz Grumbach. Berlin: Ed. Leipzig, 1998, ISBN 3-361-00488-8.
- Siberia – terra incognita: the role of German scholars in the early Exploration of Siberia in the 18th century. An Exhibition by the Francke Foundations, Halle/Saale in cooperation with the Archive of the Russian Academy of Sciences in St. Petersburg / publ. by the Francke Foundations Halle/Germany. [Gestaltung von Ausstellung und Katalog: Lutz Grumbach. Engl. transl. Penelope Willard] Halle/Saale: Francke Foundations, 1999 (Russ. Ausg. u. d. T.: Terra inkognita Sibir’)
- Ralf-Torsten Speler (Hrsg.): Von Nutzen und Vergnügen: aus dem Kupferstichkabinett der Universität Halle. Martin-Luther-Universität Halle-Wittenberg, Zentrale Kustodie – Kupferstichkabinett. Kataloggestaltung: Lutz Grumbach. Halle (Saale): Fliegenkopf Verlag, 1999, ISBN 3-930195-53-4.
- Messerschmidt + Messerschmidt, Rosarium Sculptorum: [anlässlich der Ausstellung Messerschmidt + Messerschmidt – Rosarium Sculptorum im Europa-Rosarium vom 1. Juni bis 15. Oktober 2003; in der Marienkirche vom 8. Juni bis 24. August 2003] / Kulturverein Armer Kasten e. V., Sangerhausen. Katalog: Gabriele und Klaus F. Messerschmidt. Kataloggestaltung: Lutz Grumbach. Sangerhausen: Kulturverein Armer Kasten, 2003.
- Hermann Goltz: Die Zarin und der Teufel: europäische Russlandbilder aus vier Jahrhunderten. Franckesche Stiftungen zu Halle. Ausstellungs- und Buchgestaltung: Lutz Grumbach, Hermann Goltz. Halle (Saale): Verlag der Franckeschen Stiftungen zu Halle u. a., 2003 (= Kataloge der Franckeschen Stiftungen zu Halle; 11) ISBN 3-931479-41-2.
- Gabriele Rommel (Hrsg.): Die Bildnisse des Novalis: „Portraite-Sammlung von Zügen“ Novalis. Katalog zur Ausstellung der Forschungsstätte für Frühromantik und Novalis-Museum Schloss Oberwiederstedt. Grafik: Lutz Grumbach. Oberwiederstedt/Halle: Druckwerk Halle, 2003, ISBN 3-9808594-1-X.
- Gabriele Rommel/Ludwig Stockinger (Hrsg.): Novalis und die Aufklärung: „Nur Geduld, sie wird, sie muß kommen die heilige Zeit des ewigen Friedens“. Katalog zur Ausstellung im Novalis-Schloss Oberwiederstedt und im Romantikerhaus Jena. Forschungsstätte für Frühromantik und Novalis-Museum Schloss Oberwiederstedt. Grafik: Lutz Grumbach. Wiederstedt, 2004, ISBN 3-9808594-2-8.
- Katja Schneider (Hrsg.): Werkverzeichnis: Schmuck von Dorothea Prühl. Katalog Stiftung Moritzburg – Kunstmuseum des Landes Sachsen-Anhalt. Mitarb.: Renate Luckner-Bien. Layout: Lutz Grumbach. Halle, 2004, ISBN 3-86105-142-7.
- Licht der Erde – Salz des Himmels: Topographische Protokolle einer Bergbau-Landschaft. Katalog zur Ausstellung im Novalis-Schloss Oberwiederstedt / Forschungsstätte für Frühromantik und Novalis-Museum Schloss Oberwiederstedt. Texte: Gabriele Rommel. Grafik: Lutz Grumbach. Halle (Saale): Druckwerk Halle, 2006, ISBN 3-9808594-4-4.
- Hermann Goltz: Alles von Zarin und Teufel I: europäische Russlandbilder aus vier Jahrhunderten; die gesamten Rovinskij-Materialien für eine russische Ikonographie. Vorwort Fritz F. Pleitgen, Geleitwort Friedrich Stumpf. Buchgestaltung: Lutz Grumbach. Köln: DuMont, 2006, ISBN 3-8321-7725-6.
- Ders.: Alles von Zarin und Teufel II: europäische Russlandbilder aus vier Jahrhunderten; die gesamten Rovinskij-Materialien für eine russische Ikonographie. Buchgestaltung: Lutz Grumbach. Köln: DuMont, 2006, ISBN 3-8321-7725-6.
- Christel Bak-Stalter: Zeichen und Symbole zum Pietismus. Katalog zur Ausstellung der Franckeschen Stiftungen zu Halle. Kataloggestaltung: Lutz Grumbach. Halle: Franckesche Stiftungen, 2007, ISBN 978-3-931479-91-6.
- Gabriele Rommel/Ludwig Stockinger (Hrsg.): Novalis und der Orient. Katalog zur Ausstellung im Novalis-Schloss Oberwiederstedt, Forschungsstätte für Frühromantik und Novalis-Museum Schloss Oberwiederstedt. Grafik: Lutz Grumbach. Leipzig, 2007, ISBN 978-3-9808594-6-2.
- Florian Hufnagl (Hrsg.): Dorothea Prühl: Colliers. [Publikation anlässlich der gleichnamigen Ausstellung der Neuen Sammlung in der Pinakothek der Moderne, München.] Konzeption und Redaktion: Renate Luckner-Bien. Grafische Gestaltung: Lutz Grumbach. Stuttgart: Arnoldsche, 2009, ISBN 978-3-89790-301-2.
- Gabriele Rommel (Hrsg.): All-Tags-Welten des Friedrich von Hardenberg (Novalis). Katalog zur Ausstellung, Forschungsstätte für Frühromantik und Novalis-Museum Schloss Oberwiederstedt. Gestaltung: Lutz Grumbach. Leipzig, 2009, ISBN 978-3-9808594-9-3.
- Olaf Breidbach (et al.): Über die Natur des Lichts – Die Farbe Blau in der Romantik. Katalog zur Ausstellung, Forschungsstätte für Frühromantik und Novalis-Museum Schloss Oberwiederstedt. Grafik: Lutz Grumbach. Halle: Druckwerk, 2013, ISBN 978-3-9813532-5-9.
- Wolfgang Kermer: ... für Ulrich Klieber: Festvortrag zur Verleihung des Halleschen Kunstpreises 2014 (gehalten am 20. November 2014 in der Konzerthalle Ulrichskirche in Halle). Gestaltung: Lutz Grumbach. Halle (Saale): Hallescher Kunstverein e. V., 2014, ISBN 978-3-941498-15-0.

## Werke in öffentlichen Sammlungen (Auswahl)
- Berlinische Galerie
- Museum für Kunst und Gewerbe Hamburg
- Stiftung Plakat Ost, Berlin
- Museum Folkwang Deutsches Plakat Museum
- Archiv der Burg Giebichenstein Kunsthochschule Halle, Halle (Saale)
- Archiv der Akademie der Künste, Berlin
- Archiv des Kunstmuseums Moritzburg Halle (Saale)
- Beste Plakate in der DDR und Deutschland, Museum
- Deutsches Historisches Museum, Berlin
- Deutsche Digitale Bibliothek
- Hong Kong International Poster Triennial, Hong Kong Heritage Museum
- Hallescher Kunstverein e. V.
- International Triennal of Posters in Toyama, Museum
- JAGDA Peace Posters International Exhibition, Museum
- Lahti, Finnland, Poster Biennial, Lahti Art Museum
- Land Sachsen-Anhalt, Landesverwaltungsamt, Dokumentationsstelle zur Erfassung von Kulturvermögen
- Mexiko, Internationale Plakat-Biennale Mexiko
- Mons, Belgien, Mons, Rue Neuve Musée des Beaux-Arts, Triennale internationale de I'affiche politique
- Museum Schloss Moritzburg Zeiz
- Stadtarchiv Halle (Saale)
- Stadtarchiv Leipzig
- Toyama, Japan, Museum und bei Heibonsha Dictionary of Today's Design–2006 Design for "Love & Peace"  publiziert
- Warschau, Internationale Poster Biennalen, Poster Museum Wilanow
- Weltkongress der International Federation of Library Associations and Institutions (IFLA) in San Juan, Puerto Rico
- und auf der Buchmesse in Frankfurt/Main – Plakat "Cultural Heritage Digital" ausgestellt

## Preise
- 1984 1. Preis beim Internationalen Plakatwettbewerb in Moskau
- 1994 1. Preis für das Plakat zu den 43. Händelfestspiele, Halle (Saale)
- 2017 Hallescher Kunstpreis

## Teilnahme an zentralen und wichtigen regionalen Ausstellungen in der DDR
- 1974 und 1979: Halle/Saale, Bezirkskunstausstellungen
- 1977 bis 1988: Dresden, VIII. bis X. Kunstausstellung der DDR
- 1979: Leipzig, Bezirkskunstausstellung
- 1984: Halle/Saale, Staatliche Galerie Moritzburg („Walter Funkat und Schüler“)
- 1985: Erfurt, IGA („Künstler im Bündnis“)